# Albinischloss

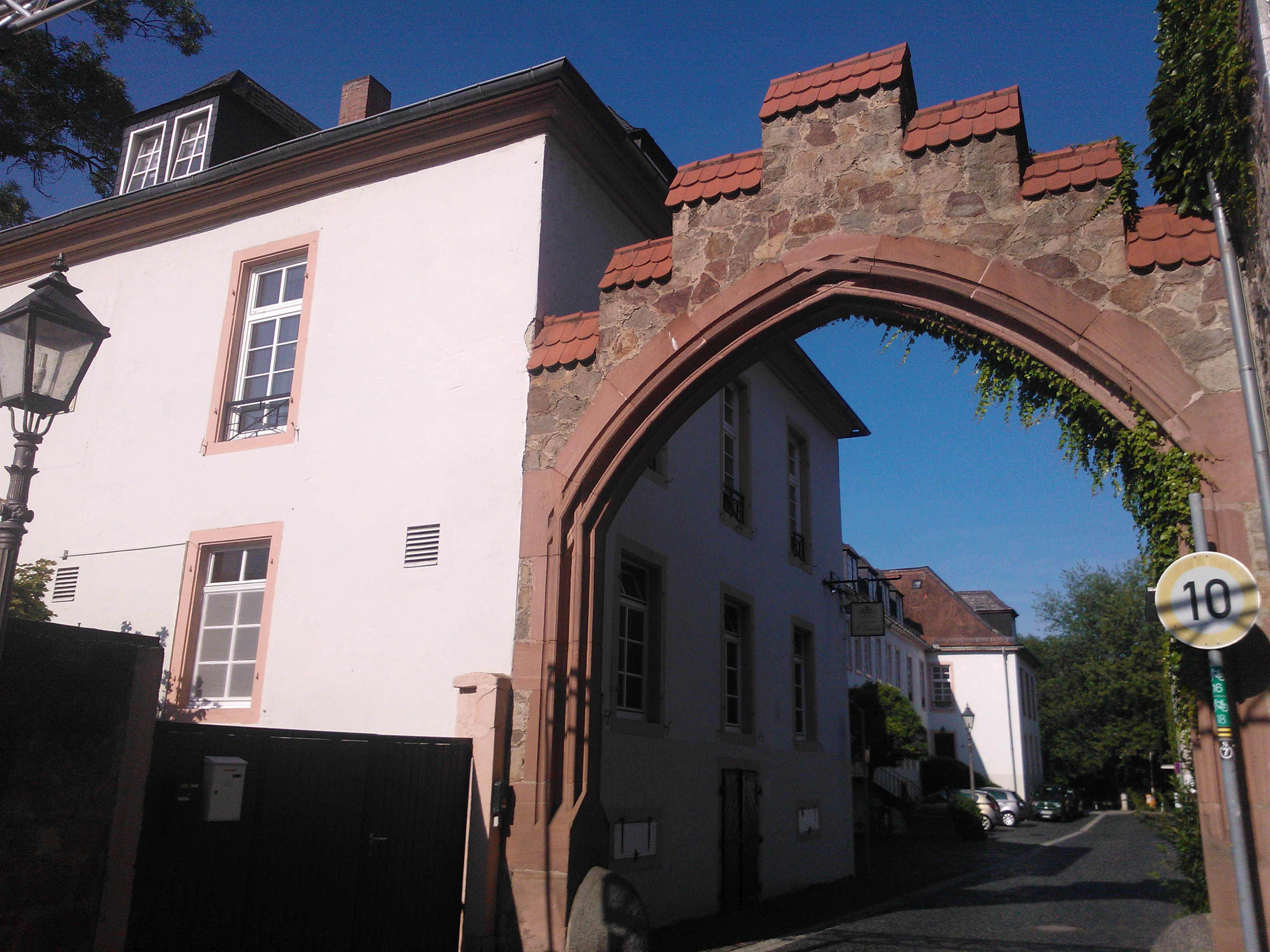
Burganlage Dieburg: Zugang zum Innenbereich und Albinischloss (links)

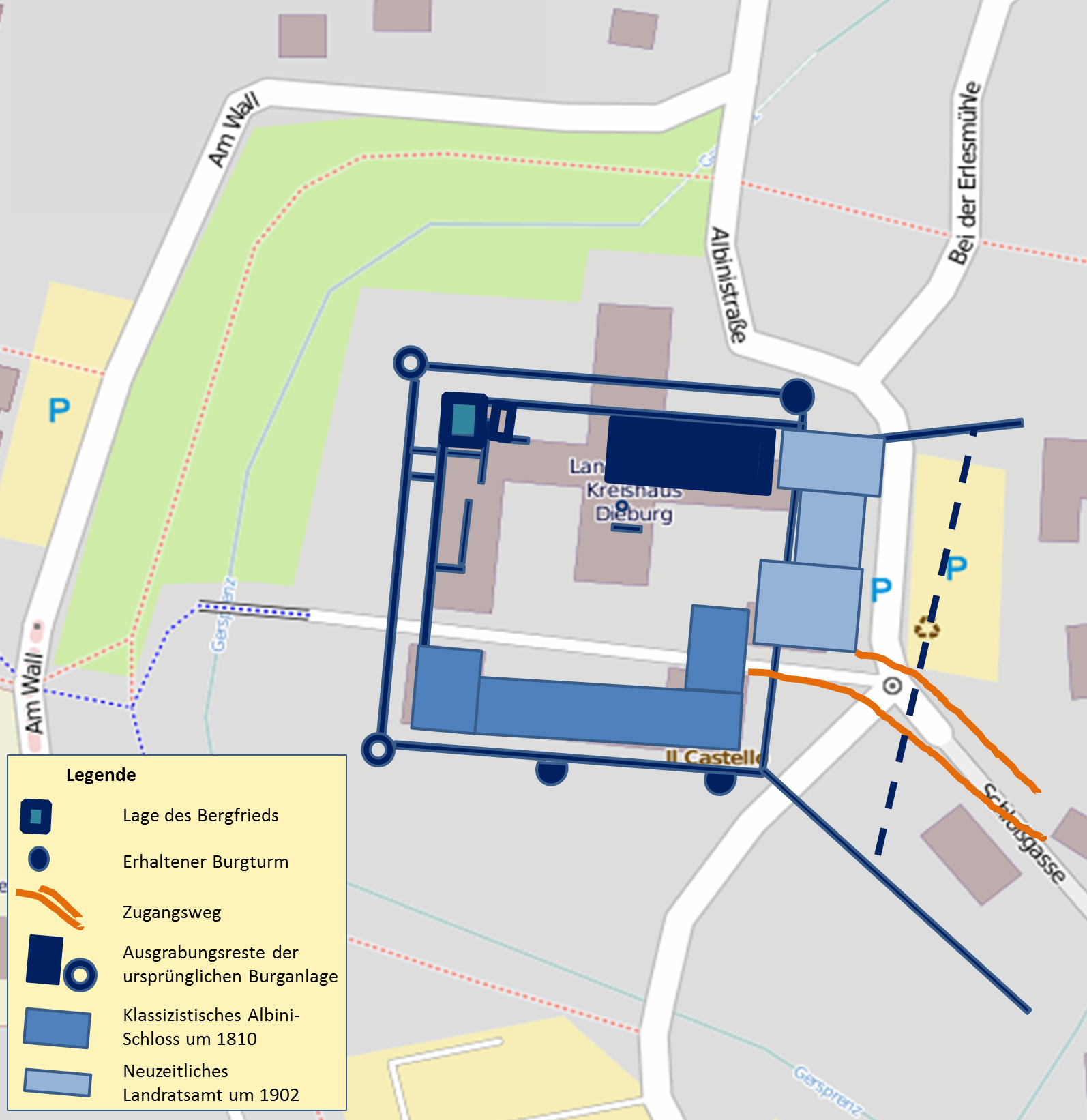
Heutige Anlage mit ursprünglicher Burganlage, Neubau Albinischloss und altem Dieburger Landratsamt von 1902

Das Albinischloss ist ein neuzeitliches Schloss in Dieburg (Albinistraße 23) im Landkreis Darmstadt-Dieburg in Hessen. Es befindet sich auf den südlichen Resten der mittelalterlichen Burganlage Dieburg.

## Geschichte

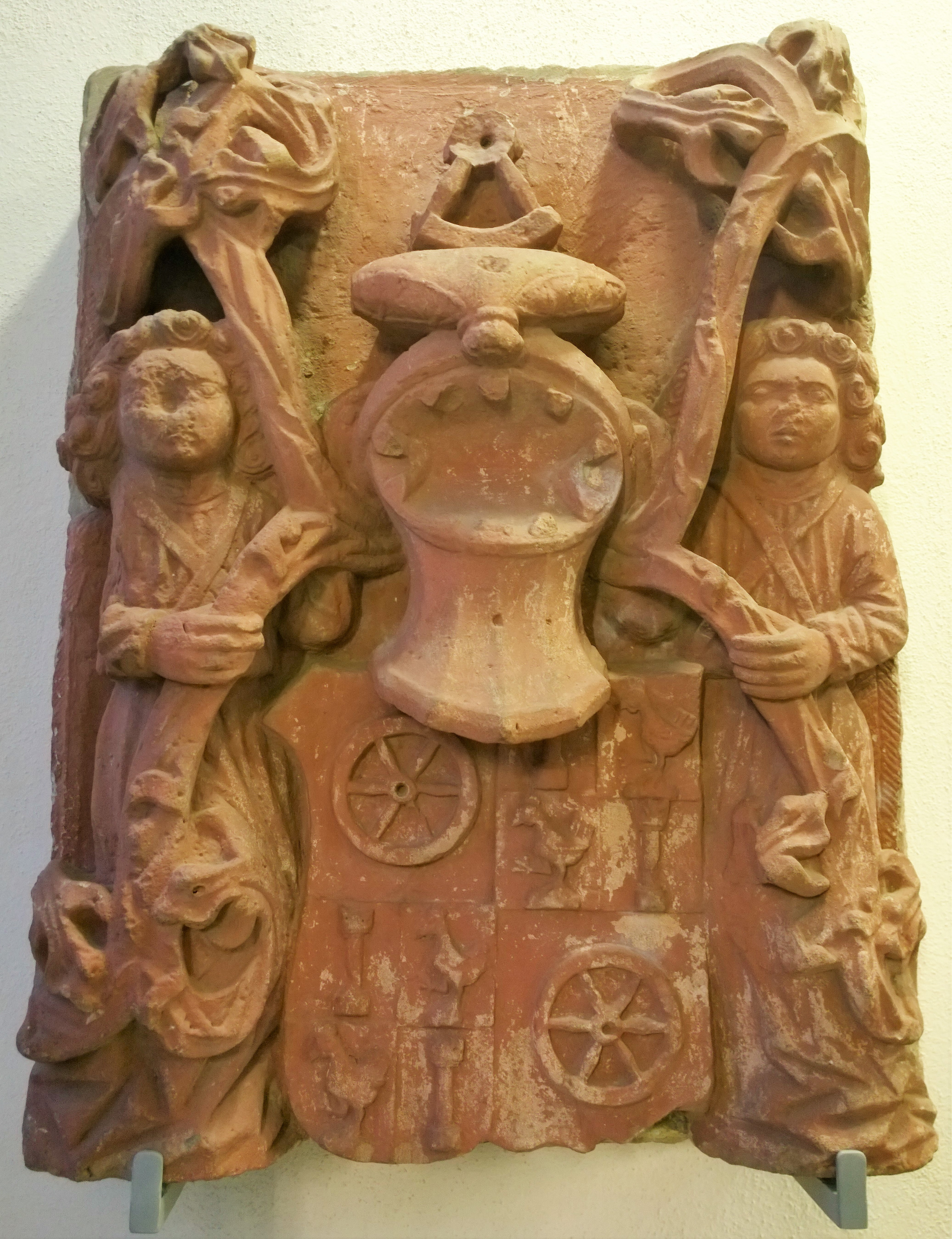
Wappen des Kurmainzer Erzbischofs Berthold von Henneberg aus der Burganlage Dieburg, später im Albinischloss, heute im Schloss Fechenbach

1802 schenkte der hessische Landgraf Ludwig X. dem Freiherrn Franz Joseph von Albini für seine vielfältigen Verdienste die einstige staufische und bis dahin kurmainzische große viereckige Wasserburg Burg Dieburg. 1809 ließ Albini fast alle Gebäude und Wallreste der Burg niederlegen und errichtete südlich im Bereich der ehemaligen Kellerei ein klassizistisches Wohnschloss als Herrenhaus mit den entsprechenden Wirtschaftsbauten, das er und seine Familie bis zu seinem Tod 1816 bewohnten. 1857 kam das Schloss in den Besitz der Stadt Dieburg. Der Schlossbau wurde in neuerer Zeit modern überformt und saniert. Nur der östliche Gebäudeteil und die Freitreppen zum Innenhof lassen die alten Bauformen noch erahnen. Auf südlicher Seite sind mehrere Zwerchgiebel ausgeführt. Das Schloss ist heute Wohnanlage und beherbergt ein Restaurant. Südlich vor dem ehemaligen Wassergraben der alten kurmainzischen Burg steht heute ein großes Taubenhaus.
Das zweistöckige langgezogene Schlossgebäude wird zu beiden Seiten von angegliederten größeren rechteckigen Eckgebäuden flankiert.

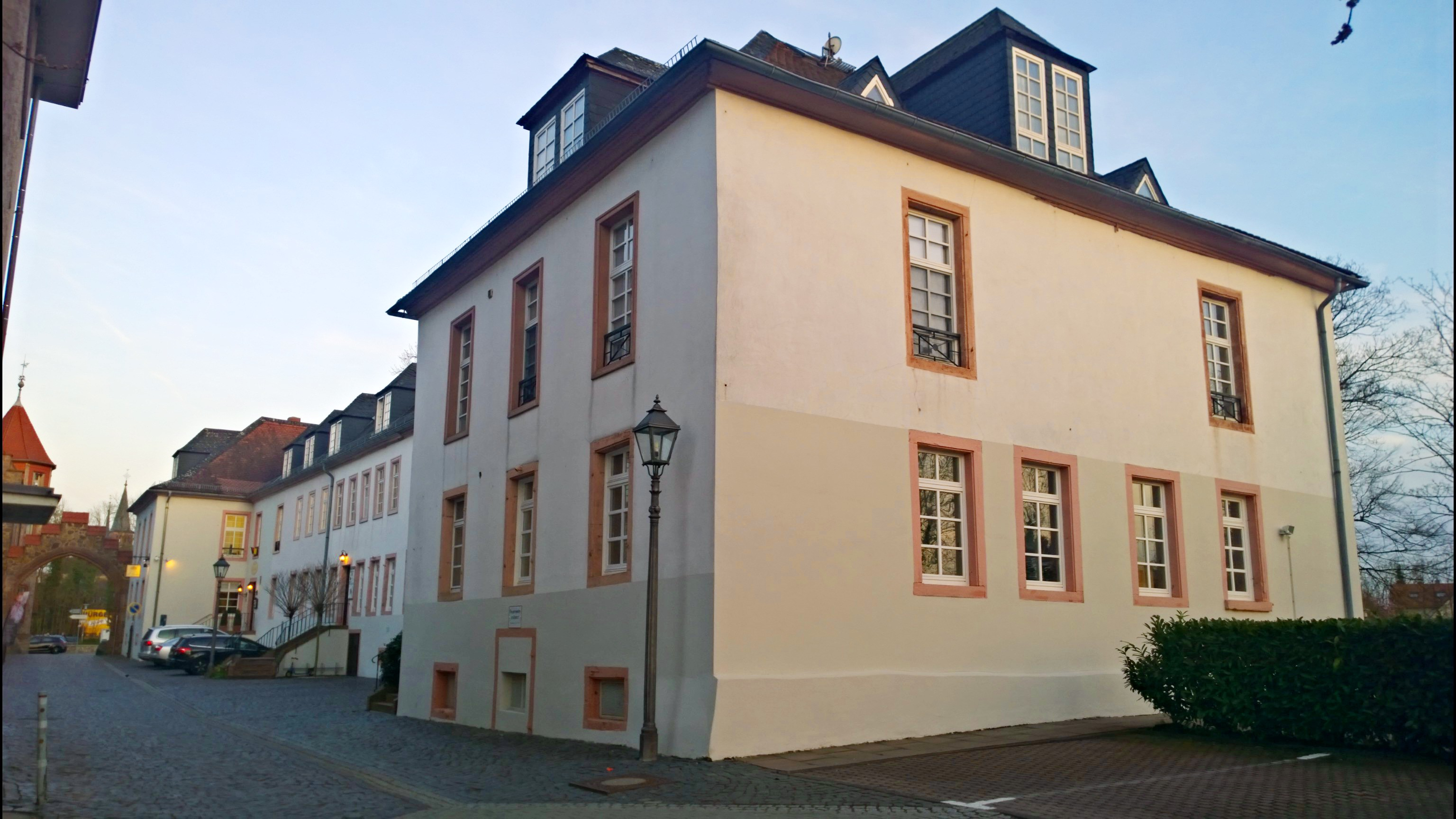
Das Albinischloss zum Innenhof mit den ausragenden Eckgebäuden
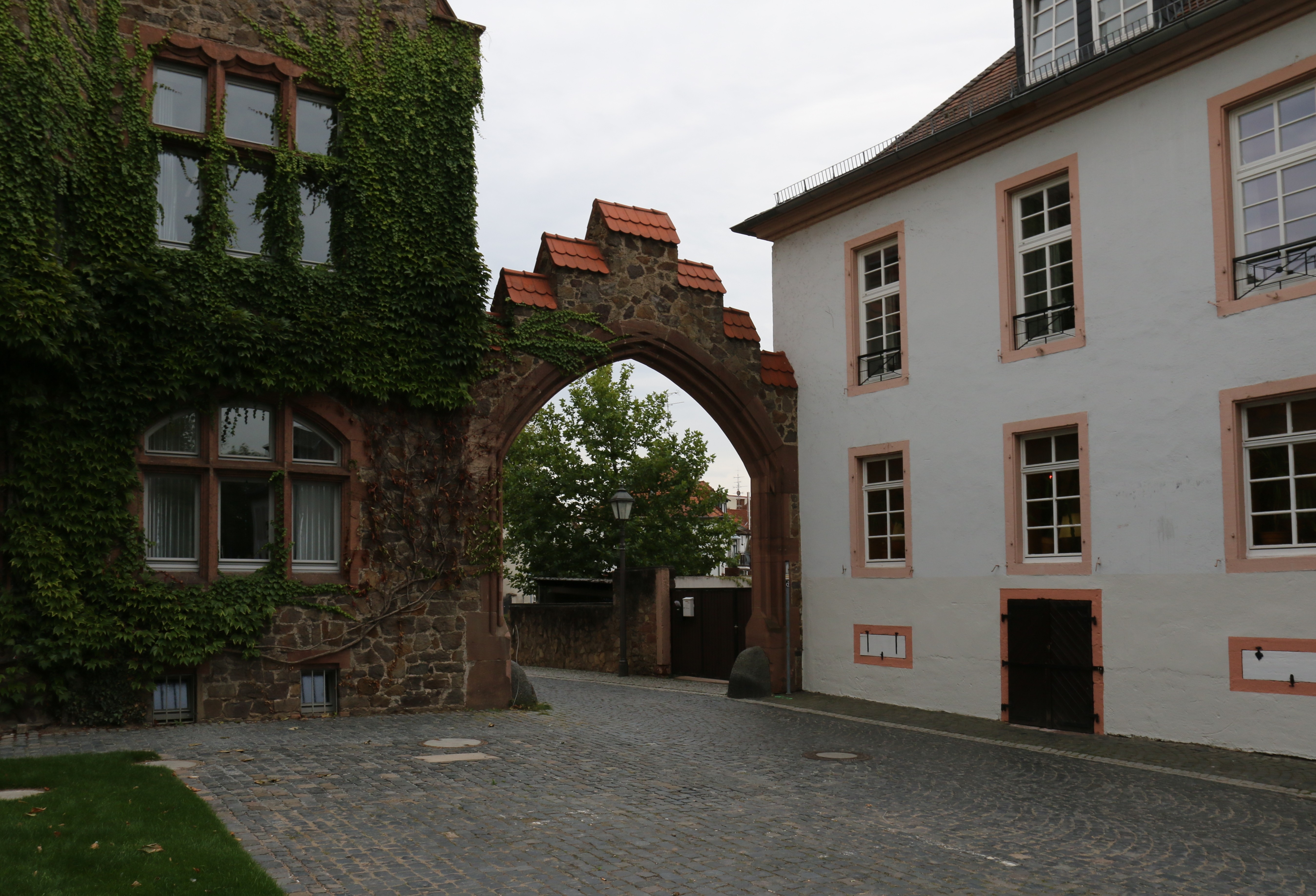
v.li.n.re.: Neuzeitliches Kreisamt, Torbogen, Albinischloss-Eckbau
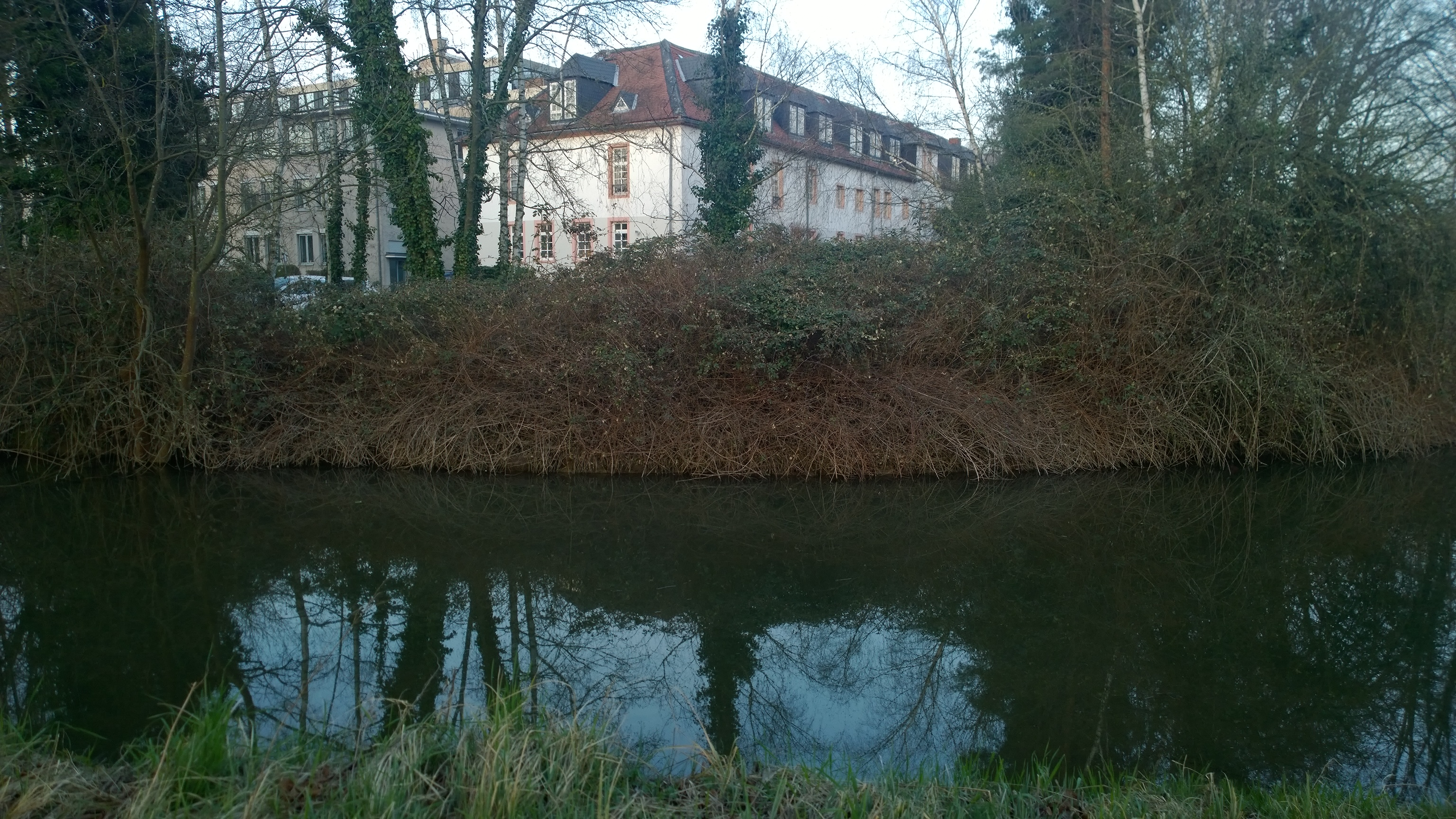
Erhaltener mittelalterlicher Wassergraben in der Südwestecke des Albinischlosses
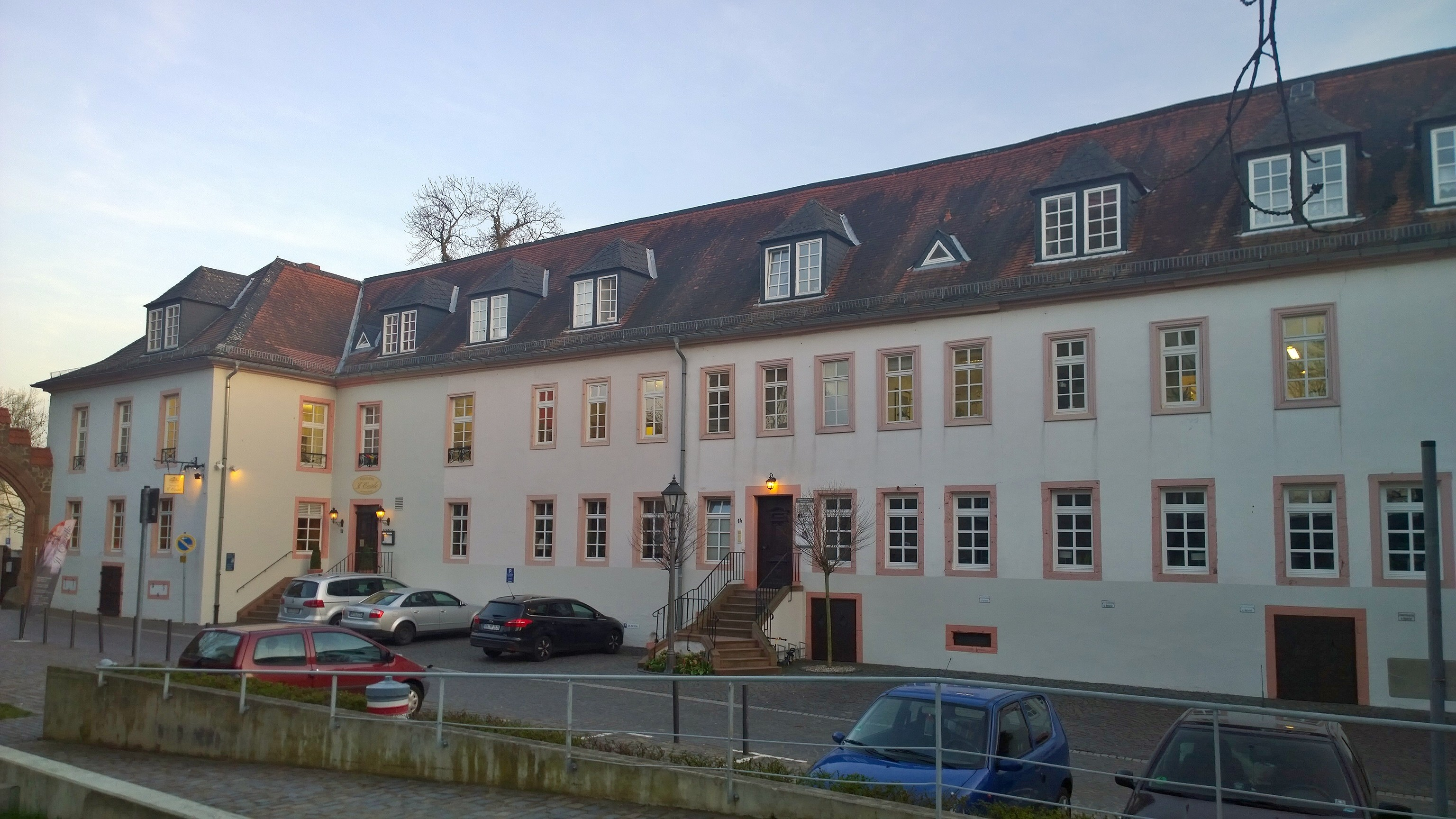
Blick vom Innenhof auf das dreifach gegliederte Schloss